# Thalicola salpae
Thalicola salpae is een soort in de taxonomische indeling van de Myzozoa, een stam van microscopische parasitaire dieren. Het organisme komt uit het geslacht Thalicola en behoort tot de familie Actinocephalidae. Thalicola salpae werd in 1965 ontdekt door Ormieres.